# Thiên Đường

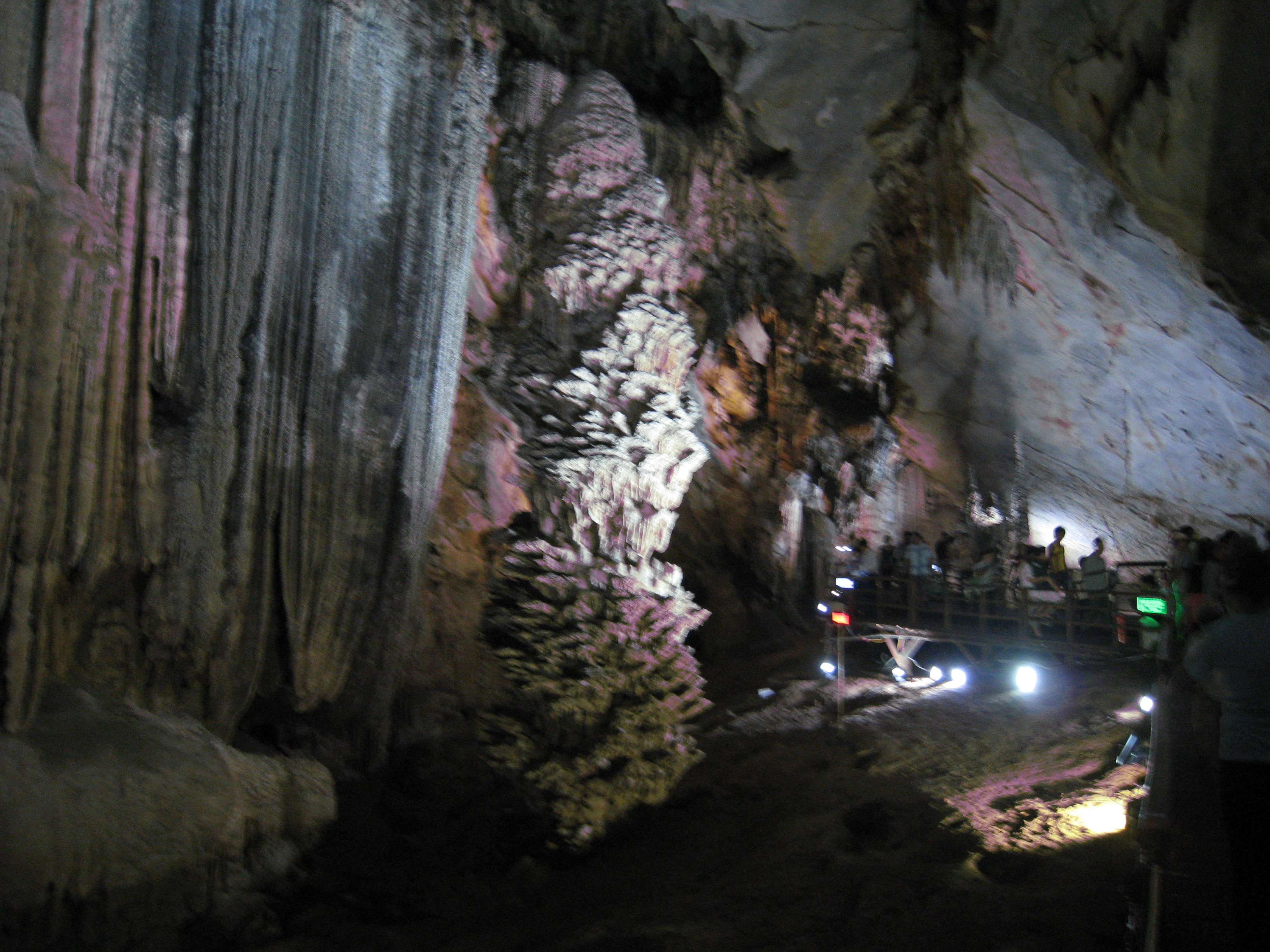
Thiên Đường

Thiên Đường (wiet. Hang Thiên Đường) – wietnamska jaskinia w prowincji Quảng Bình (Park Narodowy Phong Nha-Kẻ Bàng), na północ od gór Trường Sơn. Znajduje się w odległości 55 km na północny zachód od Đồng Hới, ok. 450 km na południe od Hanoi. Thiên Đường jest najdłuższą jaskinią w Wietnamie, mierzy 31 km długości, do 80 m wysokości i do 150 m szerokości.
W kwietniu 2009 brytyjscy badacze odkryli w pobliżu nową jaskinię Sơn Đoòng, uznawaną za największą jaskinię świata.